# Sidewalks
«Sidewalks» es una canción del cantante canadiense The Weeknd, con el rapero estadounidense Kendrick Lamar, de su tercer álbum de estudio Starboy (2016). La canción escrita por ambos artistas junto con Doc McKinney, Daniel Wilson, Robert John Richardson y Ali Shaheed Muhammad, contó con la producción de McKinney, Bobby Raps y Muhammad. Fue una de las pistas de Starboy que se presentaron en el cortometraje Mania. La canción presenta voces adicionales de Daniel Wilson y es la primera colaboración entre The Weeknd y Lamar.

## Rendimiento comercial
Al igual que el resto de las canciones de Starboy, «Sidewalks» apareció en el Billboard Hot 100, alcanzando el número 27 y el Top 40. Alcanzó el Top 5 en la lista de canciones R&B y el Top 20 en la lista de Canciones Hot R&B/Hip-Hop . La canción también alcanzó el número 14 en el Canadian Hot 100, alcanzando el Top 20.